# 21547 Kottapalli
A 21547 Kottapalli (ideiglenes jelöléssel 1998 QK38) a Naprendszer kisbolygóövében található aszteroida. A LINEAR projekt keretében fedezték fel 1998. augusztus 17-én.